# Eugenio Praga
Eugenio Praga (Casale Monferrato, 17 aprile 1847 – Crocefieschi, 28 agosto 1901) è stato un liutaio italiano.

## Biografia
Nasce il 17 aprile 1847 da Luigia Conti e Pietro, ingegnere e architetto di Casale Monferrato.
Le notizie riguardanti la sua giovinezza sono scarse, sembra che prima di dedicarsi alla liuteria abbia conseguito la laurea in ingegneria a Firenze; a partire dal 1869 iniziò l'apprendistato presso la bottega genovese di Nicolò Bianchi in vico del Cetriolo, costruendo strumenti a partire dai primi anni settanta. Nel 1877 rileva la bottega del maestro che si trasferisce a Nizza e nel 1884 ottiene il primo riconoscimento all'esposizione di Torino, una medaglia d'oro "per commendevole collezione di strumenti ad arco riconosciuta superiore alle altre esposte per l'introduzione di speciale fabbricazione nazionale concernente gli archi"; partecipò all'esposizione italo-americana di Genova nel 1892 con violini, viole e violoncelli di sua fabbricazione guadagnando una medaglia d'oro.
Sposatosi con Maria Caterina Alinda Freguglia nel 1896, ebbe da lei l'unico figlio Pietro Antonio, nato nel 1897. Fu il primo liutaio ad occuparsi del violino di Paganini, il "Cannone" costruito da Giuseppe Guarneri del Gesù a Cremona nel 1743, conservato a Genova a Palazzo Doria-Tursi.
Morì a Crocefieschi in villeggiatura il 28 agosto 1901.

## Critica
La liuteria di Eugenio Praga si definisce per il felice equilibrio nel coniugare interpretazione personale e capacità di cogliere lo stile classico italiano con efficacia: le sue copie del "Cannone" di Paganini hanno influenzato il lavoro di liutai genovesi quali Paolo De Barbieri e Lorenzo Bellafontana.
La sua produzione non fu cospicua: oltre a violini, viole, violoncelli, costruì anche diverse chitarre e un contrabbasso.